# Laura Netzelová
Laura Netzelová (nepřechýleně Laura Netzel, rodným jménem jako Laura Constance Pistolekors, pseudonym N Lago, 1. března 1839, Rantasalmi, Finsko – 10. února 1927, Stockholm) byla švédsko-finská hudební skladatelka, klavíristka a dirigentka.

## Život a činnost
Narodila se ve Finsku, ale již v prvním roce věku se s rodinou přestěhovala do Švédska, na svůj původ se však později hrdě odkazovala. Hru na klavír studovala u profesorů Mauritze Gisika a Antona Doora, zpěv u Julia Günthera a skladbu u Wilhlema Heinzeho ve Stockholmu a ve Francii u Charlese-Marii Widora.
Jako skladatelka používala pseudonym N Lago.
Netzelová se angažovala ve společenských kauzách a podpoře chudých žen, dělníků a dělníků.
Roku 1866 se vdala za profesora Karolinského institutu Wilhelma Netzela (1834–1914).
Laura Netzelová zemřela 10. února 1927 ve Stockholmu.

## Výběr zdíla
- Stabat Mater, op. 45 (1890)
- Viloloncellová sonáte, op. 66  (1899)
- Klavírní trio, op. 50
- Klavírní trio, op. 68
- Klavírní trio, op. 78